# Hudżefa I
Hudżefa I – domniemany władca starożytnego Egiptu z II dynastii
Miał panować w latach 2736-2734 p.n.e. (Kwiatkowski)
Nie jest wymieniany w części znanych klasyfikacji władców Egiptu, w innych umiejscawiany jest między Peribsenem i Chasechemem / Chasechemui wraz z Neferkare i Neferkasokarem.
Na Liście Królów z Sakkary i Kanonie Turyńskim wymieniany między Neferkasokarem a Chasechemui. Najprawdopodobniej Hudżefa to nie jest imię (stąd cudzysłów). Słowo to oznacza w języku egipskim "zniszczone". Pisarz sporządzający listę panujących odnotował w ten sposób, że jedno imię jest nieczytelne, a jego następcy - kopiści zinterpretowali ten wpis jako imię władcy.